# Pedro Arango
Pedro Arango Segura nació en Cartagena el 5 de diciembre de 1946, en la popular calle de San Crespillo. 
El origen de la tradición futbolística en la familia Arango, se inicia con su padre, el cual se dedicó durante un tiempo a jugar al fútbol, aunque no de manera profesional. 
Entre los equipos donde desfiló José Arango, cabe destacar la Gimnástica Abad y Los diablos rojos. Tras estos inicios, José Arango probó suerte en las plazas de toros participando en las famosas "charlotadas". De esta manera, el fútbol y los toros han formado parte de la vida de Pedro Arango Segura desde sus inicios; no en balde, su abuelo Ramón Arango "Aranguito", fue un torero de renombre, no sólo a nivel internacional, sino que paseó su arte por las plazas de Sudamérica.

## Trayectoria profesional
Contaba tan solo con diez años de edad cuando Perico Arango (nombre por el que le conocen popularmente los cartageneros ) comienza a jugar al fútbol, en los infantiles de La Milagrosa. Poco después ingresó en los juveniles de La Unión y posteriormente, en los de Las Colonias de San Félix. 
El año de 1966 cambiaría para siempre el rumbo de su vida, cuando ingresa en el servicio militar. Para que pudiera quedarse en Cartagena, en la Marina, su hermano Ramón Arango Segura medió para que le incluyeran en el equipo de fútbol del Atlético de Cartagena, que por aquellos años se encontraba en la categoría de tercera división. Un día, la desgracia de sufrir una lesión por parte de uno de los jugadores de este equipo, se transformó en suerte para Perico, ya que fue llamado a jugar para suplir su puesto en la alineación. Fue a partir de este momento cuando se inicia una larga y exitosa carrera profesional hasta que, finalmente se retirara en 1984.
Su hermano, Ramón Arango, jugaba en el Atlético de Cartagena defendiendo el puesto de lateral izquierdo, mientras que Perico empezó a forjarse un hueco como lateral derecho (puesto que defendería el resto de su carrera). En este equipo permaneció durante un año, hasta que fichara por el Cartagena Fútbol Club, donde jugó a lo largo de cinco años. Pero sería en el año 1972 cuando su carrera daría un giro radical al ser fichado por un equipo de primera división, el Valencia CF. Defendió los colores del equipo "ché" hasta 1974, cuando, tras padecer una grave enfermedad, regresó a Cartagena, donde siguió su carrera durante otros 10 años.
Considerado como uno de los mejores futbolistas que Cartagena ha conocido, ese reconocimiento se lo ganó a pulso defendiendo con ímpetu el carril derecho de centenares campos de fútbol. Como él mismo ha afirmado, su obligación era la de defender, y no la de meter goles, aunque hay que recordar que fueron cuatro, los que ha marcado durante su trayectoria profesional. Es el jugador que más partidos ha jugado con el Cartagena Fútbol Club, un total de 540. Con el Valencia CF jugó un total de 27 partidos en primera división.

En 2021 la ciudad premia toda una vida dedicada al fútbol otorgándole la Puerta Nº9 del Estadio Cartagonova

## Etapa como jugador
- Atlético Cartagena (66-67)
- Cartagena Fútbol Club (67-72)
- Valencia CF (72-74)
- Cartagena Fútbol Club (74-84)

## Palmarés
Ha jugado en todas las categorías futbolísticas: preferente, tercera división, segunda B, segunda A y primera división. Presume orgulloso de haber jugado la Copa de Europa con el Valencia CF, contra el Manchester United (equipo al que eliminaron de la competición), y el Estrella Roja de Belgrado, que acabó eliminando al Valencia en el pequeño Maracaná.

## Etapa como entrenador
- Juveniles del Cartagena (temporada 84-85)
- La Unión (1986)
- Roldán
- Torre Pacheco
- La Manga
- En 2003 inicia una nueva etapa como segundo entrenador del Cartagena, junto a su buen amigo Pepe Balaguer, hasta el 2006.
- En 2007 dirige 2 partidos al Fútbol Club Cartagena entre la destitución de un entrenador y la contratación de otro.